# Carolina Cyclone
Carolina Cyclone in Carowinds (Charlotte, North Carolina, USA) ist eine Stahlachterbahn vom Modell Custom Looping Coaster des Herstellers Arrow Dynamics, die am 22. März 1980 eröffnet wurde. Sie war die erste Achterbahn mit vier Inversionen.
Bei Carolina Cyclone wurden 103 Tonnen Stahl verbaut.
Die Bahn war ursprünglich hellrot lackiert, wurde aber in den späten 1980ern in Blaugrün umlackiert. Seit 2001 fährt sie in ihrem heute bekannten Dunkelblau.

## Layout
Nachdem der Zug die Station verlassen hat, biegt er zunächst links ab, bevor er den Lifthill hochgezogen wird. Oben angekommen, folgt ein Predrop, danach eine Linkskurve, bevor der Zug den First Drop hinabfährt. Es schließen sich die beiden Loopings an. Nachdem der zweite Looping durchfahren wurde, folgt eine Rechtskurve, die in den doppelten Korkenzieher mündet. Eine bodennahe Helix ist das letzte Fahrelement vor der Schlussbremse.

## Züge
Carolina Cyclone besitzt zwei Züge mit jeweils sieben Wagen. In jedem Wagen können vier Personen (zwei Reihen à zwei Personen) Platz nehmen. Die Fahrgäste müssen mindestens 1,22 m groß sein, um mitfahren zu dürfen.